# 107 Dywizja Pancerna (ZSRR)
107 Dywizja Pancerna – związek taktyczny wojsk pancernych Armii Czerwonej okresu II wojny światowej.

## Działania bojowe
Dywizja sformowana 17 lipca 1941 roku na bazie 51 Dywizji Zmotoryzowanej.
Dywizja trafiła w ogień ciężkich walk pod Smoleńskiem w sierpniu 1941 roku uczestnicząc w próbie deblokady wojsk w kotle smoleńskim. Od 1 września 1941 roku w składzie 30 Armii Frontu Zachodniego. 16 września 1941 przeformowana w 107 Zmotoryzowaną Dywizję Strzelecką.

## Skład
- 143 pułk czołgów
- 120 zmotoryzowany pułk strzelców
- 237 zmotoryzowany pułk strzelców
- 118 pułk artylerii